# 初音ミクを題材にした書籍
初音ミクを題材にした書籍では、 クリプトン・フューチャー・メディアのバーチャルシンガー『初音ミク』の書籍媒体における作品・刊行物を記載する。
この記事では、書籍を掲載しています。それ以外の情報については下記のページをご参照ください。
- 初音ミクのメディア展開（イベント - ゲーム - 書籍 - 音楽）
  - バリエーション（雪ミク - 桜ミク）
- ピアプロキャラクターズの関連コンテンツ
- プロジェクトセカイのメディア展開

## 概要
初音ミクはクリプトン社からIP（知財）の利用許諾を得て多数の関連書籍が出版されている。
種類としては、ミクたちピアプロキャラクターズそのものや楽曲を題材にした漫画・小説類、クリプトン社が主催するイベントのムック本・パンフレット、セガ及びグッドスマイルカンパニーとの協業体制で展開される初音ミク関連プロジェクトのムック本、初音ミクが歩んできた歴史（軌跡）を編纂した資料、音声合成ソフトウェア攻略ガイドブック、イラストメイキングブックなどがある。

## 漫画
メーカー非公式 初音みっくす（作：KEI、出版：ジャイブ）
『月刊コミックラッシュ』2008年1月号から連載が開始され、2010年12月号で連載終了。作画は初音ミクのキャラクターデザインを行ったKEI自身が手がけるが、キャラクターのイメージを固定しないよう非公式として扱われている。そのため、毎回設定が異なるオムニバス形式の単発ストーリーになっているのが特徴。2010年11月までに全3巻が発行された。
はちゅねミクの日常 ろいぱら!（作：おんたま、出版：角川書店）
『月刊コンプエース』2008年2月号より2011年10月号まで連載。デフォルメキャラクターのはちゅねミクを主人公にした4コマ漫画。作者の「おんたま」はOtomania（原案）とTamago（作画）によるユニットである。
初音ミク アンソロジーコミック（ジャイブ）
多数の作家によるアンソロジーコミック。2巻まで発売されており、ピアプロとの連動企画で一般公募のイラストなども使われている。
みくよん（作：なぎみそ、出版：イースト・プレス）
2008年10月30日発売。初音ミクをモチーフとした人工少女ミクを主人公とする連作の4コマ漫画。新装版が2014年4月17日発売。
週刊はじめての初音ミク（作：林健太郎、出版：集英社）
『週刊ヤングジャンプ』2010年40号から連載が開始され、2013年34月号で連載終了したギャグ4コマ漫画。単行本は全3巻。この漫画に登場する初音ミクの目は瞳がない白目の状態になっている。雑誌公式サイト内に作者ブログ「めざせ日刊 はじめての初音ミク」もある。単行本のタイトルは『むかしむかしのきょうのぼく 〜週刊はじめての初音ミク〜 』。
ちびミクさん（作：みなみ、出版：マイクロマガジン社）
初音ミクをデフォルメした「ちびミク」を主人公とする4コマ漫画。連載はWEB上で行われ、2011年9月にコミック第1巻が発売された。
カンタレラ~碧の毒薬~ （原作：黒うさP、作画：壱加、出版：富士見書房）
黒うさPが初音ミクとKAITOを用いて発表した曲「カンタレラ」の漫画化。2012年4月から『エイジプレミアム』で連載された。初音ミクをモデルにしたキャラクター「ルクレツィア」が登場する。
未来デリバリー ちいさなアシモフと緑の忘れ物（漫画：深山フギン、脚本：大塩哲史、出版：KADOKAWA/角川書店）
「初音ミク」をモチーフとした、SFロードムービー。2013年9月号から『コンプティーク』で連載された。
1925（作：ちほ、制作協力：T-POCKET、出版：KADOKAWA/アスキー・メディアワークス）
とみー（ショコラビット）が初音ミクを用いて発表した楽曲「1925」を元にした漫画。初音ミクをモデルにしたキャラクターが登場する。2014年9月より『MIKU-Pack』で漫画が連載されている。
初音ミク ‐Project DIVA‐ オムニバスコミック（作：KEI、出版：KADOKAWA/角川書店）
ゲーム「初音ミク -Project DIVA-」から「初音ミク -Project DIVA- F 2nd」までに収録された人気楽曲をKEIがコミック化した作品。2015年3月発売。

## 小説
「悪ノ娘」シリーズ・「悪ノ大罪」シリーズ（著：悪ノP（mothy）、出版：PHP研究所）
mothy_悪ノPが手掛ける七つの大罪をモチーフにした「悪ノ大罪シリーズ」の各楽曲を原作として、ボカロ小説の先駆ともされる。小説においても初音ミクをモチーフとする人物は各作品に登場するが、代表例は「イブ＝ムーンリット」や「ミカエラ」である。両シリーズを併せて2010年から2017年に発売され、全12巻。
上記以外にも、「悪ノ大罪」シリーズ第3作目の小説『悪ノ罪 眠らせ姫からの贈り物』では、初音ミクが用いられた「怠惰」にあたる楽曲「眠らせ姫からの贈り物」を原作とし、同作品の主要人物「マルガリータ＝ブランケンハイム」のモチーフともなった。この影響もあり、両シリーズでの初音ミクモチーフの人物は、「怠惰の悪魔」との契約者ないし偽りの悪魔として登場することが多い。
桜ノ雨（原作・原案：halyosy、著：藤田遼、スタジオ・ハードデラックス（1巻）、雨宮ひとみ（2・3巻）、出版：PHP研究所）
halyosy（森晴義）が初音ミクを用いて発表した曲「桜ノ雨」の小説化。初音ミクをモデルにしたキャラクター「未来」が登場する。2012年3月から2014年3月にかけて全3冊が刊行された。鏡音リン・ 鏡音レンをモデルにし主人公としたスピンオフの「Fire◎Flower」も発売された。
初音ミクの消失-小説版-（原作：cosMo@暴走P、著作：cosMo@暴走P、阿賀三夢也、出版：一迅社）
cosMo@暴走Pが初音ミクを用いて発表した「消失」シリーズの楽曲の小説化。2012年7月に発売。新装版が2013年8月に発売。
こちら、幸福安心委員会です。（原作：うたたP、著：鳥居羊、出版：PHP研究所）
作詞鳥居羊、作曲うたたPにより初音ミクを用いて発表した楽曲「こちら、幸福安心委員会です。」を基にした小説。女王サイレンなど初音ミクをモデルにしたキャラクターが登場する。2013年3月から2016年3月までに全6巻まで発売された。2014年9月よりKADOKAWA/アスキー・メディアワークスの『MIKU-Pack』で漫画が連載されている。
千本桜（原作：WhiteFlame/黒うさP、著・イラスト：一斗まる、出版：アスキー・メディアワークス）
黒うさPが初音ミクを用いて発表した楽曲「千本桜」を元にした小説。初音ミクをモデルにしたキャラクター「初音未來」が登場する。2013年3月から2016年7月までに全5巻まで発売。2014年9月よりKADOKAWA/アスキー・メディアワークスの『MIKU-Pack』で漫画が連載されている。
二次元ドリームフィーバー（原作：PolyphonicBranch 、著：箕田貞利、出版：アスキー・メディアワークス）
PolyphonicBranchが初音ミクを用いて発表した楽曲「二次元ドリームフィーバー」を元にした小説。初音ミクをモデルにしたキャラクター「七吹奏」が登場する。2013年9月に発売。
桜前線異常ナシ（協力：ワタルP 、著：美波蓮、絵：たま、出版：ポプラ社）
ワタルPが初音ミクを用いて発表した楽曲「桜前線異常ナシ」を元にした小説。初音ミクをモデルにしたキャラクター「初音未来」が登場する。2013年12月に発売。
ポケットの中の絆創膏（協力：みきとP、著：藤咲あゆな、絵：naoto、出版：ポプラ社）
みきとPが初音ミクAppendを用いて発表した楽曲「ポケットの中の絆創膏」を元にした小説。初音ミクをモデルにしたキャラクターが登場する。2014年2月に発売。
歌に形はないけれど（協力：doriko、著：濱野京子、絵：nezuki、出版：ポプラ社）
dorikoが初音ミクを用いて発表した楽曲「歌に形はないけれど」を元にした小説。初音ミクをモデルにしたキャラクターが登場する。2014年2月に発売。
ハジメテノオト（協力：malo 、著：田部智子、絵：Nardack 、出版：ポプラ社）
maloが初音ミクを用いて発表した楽曲「ハジメテノオト」を元にした小説。初音ミクをモデルにしたキャラクターが登場する。2014年4月に発売。
イラストストーリーブック ドレミファロンド 〜ミクとひなこの物語〜（原作：40mP、文：シャノ、絵：たま、出版：一迅社）
40mPが初音ミクを用いて発表された楽曲「ドレミファロンド」を元にした小説・イラスト。初音ミクをモデルにしたキャラクターが登場する。2014年7月発売。
ネトゲ廃人シュプレヒコール（原作：さつき が てんこもり 、著：恩田竜太郎、出版：一迅社）
さつき が てんこもり が初音ミクを用いて発表した楽曲「ネトゲ廃人シュプレヒコール」を元にした小説。初音ミクをモデルにしたキャラクター「MIK」が登場する。2014年7月発売。
VOiCE（原案：ラヴリーP、著：秋月志緒、イラスト：堀泉インコ、出版：KADOKAWA/エンターブレイン）
ラヴリーPが初音ミクを用いて発表された楽曲「VOiCE」を元にした小説。初音ミクをモデルにしたキャラクターが登場する。2015年3月発売。
恋愛裁判 僕は有罪? （原案：40mP、著：西本紘奈、出版：KADOKAWA/角川書店）
40mPが初音ミクを用いて発表された楽曲「恋愛裁判」を元にした小説。初音ミクをモデルにしたキャラクター「葉常美空」が登場する。2015年5月発売。
えれくとりっく・えんじぇぅ（原作：ヤスオ、著：高円玲音、出版：PHP研究所）
ヤスオＰが初音ミクを用いて発表された楽曲「えれくとりっく・えんじぇぅ」を元にした小説。初音ミクをモデルにしたキャラクターが登場する。2015年6月発売。
レターソング（協力：doriko、著：夕貴そら、出版：ポプラ社）
dorikoが初音ミクを用いて発表した楽曲「letter song」「夕日坂」を元にした小説。初音ミクをモデルにしたキャラクターが登場する。2015年7月に発売。
アイドルを咲かせ（協力：Mitchie M、著：美波蓮、出版：ポプラ社）
Mitchie Mが初音ミクを用いて発表した楽曲「アイドルを咲かせ」を元にした小説。初音ミクをモデルにしたキャラクターが登場する。2015年11月に発売。
からくり卍ばーすと（作：ひとしずくP、出版：PHP研究所）
ひとしずくPが鏡音リンAppend・レンAppendを用いて発表した曲「からくり卍ばーすと」の小説化。初音ミクをモデルにしたキャラクター「初音美紅」が登場する。上巻が2015年11月、下巻が12月に発売。
ロミオとシンデレラ（原案：doriko、著：西本紘奈、出版：KADOKAWA/角川書店）
dorikoが初音ミクを用いて発表した楽曲「ロミオとシンデレラ」を元にした小説。初音ミクをモデルにしたキャラクター「未紅」が登場する。2016年4月に発売。
からくりピエロ（原作・著：40mP、出版：KADOKAWA/角川書店）
40mPが初音ミクを用いて発表された楽曲「からくりピエロ」を元にした小説。初音ミクをモデルにしたキャラクター「美紅」が登場する。2017年9月発売。

## 雑誌・ムック
DTM MAGAZINE 増刊 CV 01 初音ミク（寺島情報企画）
2007年12月26日発売。初音ミクの始め方（入門書）などの掲載の他に、付録として体験版DVD-ROMやマウスパッドが付いた。
できる初音ミク&鏡音リン・レン VOCALOID2&Windows Vista/XP対応（インプレス）
2008年2月1日発売。VOCALOID2の「初音ミク」「鏡音リン・レン」の入門書。
はじめての初音ミク ボーカロイド2 オフィシャルガイドブック（ヤマハミュージックメディア）
2008年3月8日発売。VOCALOID2の「初音ミク」の入門書。体験版とカラーステッカーとカラオケデータを収録したDVD-ROM付属。
初音ミクMIXING BOX （講談社）
2008年9月25日発売。ピアプロで公募された楽曲やイラストを収録したDVD、ファンブック、フィギュアが収録されている。
VOCALOIDをたのしもう（ヤマハミュージックメディア）
2008年9月27日から刊行された、ムックシリーズ。vol.11まで刊行。内容はクリプトン社のボーカロイドに限らない情報冊子。体験版CD-ROM・DVD-ROMなど付録がつく号もある。同シリーズの特別号としてクリプトン社のボーカロイドのみ扱った「VOCALOIDをたのしもう Special 初音ミクと仲間たち」が2012年7月28日に発売。
ユリイカ増刊号 2008年12月臨時増刊号 総特集 初音ミク ネットに舞い降りた天使（青土社）
2008年12月12日発売。様々な立場からの初音ミク考察本。
初音ミク・名曲ガイド（ヤマハミュージックメディア）
2009年9月17日発売。カラーイラストや楽曲のヴォーカル譜、各曲・作曲者の紹介、用語集など、初音ミクとその名曲ガイドブック。
電撃レイヤーズ bible Vol.2 VOCALOID（アスキー・メディアワークス）
2010年2月5日発売。コスプレ衣装の作り方や、派生衣装の設定画などが詰まった1冊。
初音ミクGraphics
ビジュアルブックシリーズ。
初音ミクGraphics VOCALOID ART & COMIC（角川書店）
初音ミクGraphics 2 VOCALOID ART & COMIC（同上）
2010年2月27日(1)、同年11月30日(2)発売。イラストレーターによるイラストや、コミックを収録。
初音ミクGraphics Character Collection CV01 初音ミクedition（角川書店）
2011年9月1日発売。初音ミクGraphics CVシリーズの3部作で、初音ミクのイラストを収録。
初音ミクGraphics -kaleidoscope-（角川書店）
2013年9月26日発売。イラストレーターによるイラストや、コミックを収録。
初音ミク -Project DIVA-
ゲーム「初音ミク -Project DIVA-」の関連書籍。
初音ミク -Project DIVA- マスターブック（ソフトバンククリエイティブ）
2010年3月29日発売。
初音ミク -Project DIVA- 2nd コンプリートアルバム（角川書店）
2011年1月28日発売。
初音ミク -Project DIVA- f&F メモリアルファンブック（エンターブレイン）
初音ミク -Project DIVA- F 2nd メモリアルファンブック（同上）
2013年5月24日（f&F）、2014年6月6日（F 2nd）発売。
ポップ・ザ・初音ミク（宝島社）
2011年8月5日発売。初音ミクをはじめとするボーカロイドシーンを解説するムック。ボーカロイドで発表された人気楽曲や、J-POPのカヴァーなど14曲を収録したCDを付属。
初音ミク Project mirai
ゲーム「初音ミク and Future Stars Project mirai」の関連書籍。
初音ミク and Future Stars Project mirai マスターブック（エンターブレイン）
2012年7月6日発売。
初音ミク Project mirai 2 アゲアゲ★ファンブック（エンターブレイン）
2013年12月20日発売。
KEI画集
キャラクターデザインを担当したKEIの画集のうち、初音ミクらボーカロイドのみ収録した作品。
KEI画集 mikucolor（角川書店）
2012年8月31日発売。
KEI画集 mikulife（KADOKAWA）
2017年8月31日発売。
初音ミク×earth music&ecology Japan Label イラストスタイルブック
Earth music&ecologyとのコラボ。初音ミクのシルエットが描かれた、アースミュージック オリジナルのTシャツが色違いで各1枚付き。
初音ミク×earth music&ecology Japan Label イラストスタイルブック PINK（宝島社）
初音ミク×earth music&ecology Japan Label イラストスタイルブック CHARCOAL GRAY（宝島社）
2012年11月26日同時発売。誌面はアースミュージックの服を着た初音ミクのイラスト。
MIKU-Pack music & artworks feat.初音ミク（アスキー・メディアワークス）
2012年12月15日から刊行された、不定期刊の雑誌。毎号オリジナル楽曲を収録した音楽CDが付属する。
Photoshopで描く! 初音ミク イラスト入門（アスキー・メディアワークス）
2013年2月19日発売。 Adobe Photoshopを使用した初音ミクのイラストの描き方を解説する。
初音ミク 公式ガイドブック ミクペディア（マガジンハウス）
2013年3月9日発売。初音ミクを徹底解説するムック。新曲CD付き。
クリプトン・フューチャー・メディア公認 初音ミク V3 ガイドブック（アスキー・メディアワークス）
2013年12月5日発売。「初音ミク V3」の入門書。公式デモソングのファイルとデータを収録したDVD-ROM付き。
あらためまして初音ミク ボーカロイド3 オフィシャルガイドブック（ヤマハミュージックメディア）
2013年12月21日発売。「初音ミク V3」の入門書。
クリプトン・フューチャー・メディア公認 調声からDAWでの曲作りまでわかる本
クリプトン・フューチャー・メディア公認 初音ミク V3 徹底攻略ガイドブック 調声からDAWでの曲作りまでがわかる本（リットーミュージック）
2014年1月24日発売。「初音ミク V3」の指南書。解説に対応したファイルを収録したCD-ROM付き。
クリプトン・フューチャー・メディア公認 初音ミク V4X 徹底攻略ガイドブック 調声からDAWでの曲作りまでわかる本（リットーミュージック）
2016年11月18日発売。「初音ミク V4X」の指南書。壁紙データ・ダウンロード付き。
初音ミク プレシャスメモリーズコンプリートカードコレクション（ムービック）
2014年2月1日発売。トレーディングカードゲームのプレシャスメモリーズの内、初音ミクのイラストのみを紹介したビジュアルカードカタログ。
初音ミクはなぜ世界を変えたのか?（太田出版）
2014年4月3日発売。クリプトン社の伊藤博之・佐々木渉、ヤマハ社の剣持秀紀など開発担当者、またニワンゴ社の杉本誠司など周辺関係者や、楽曲クリエイター達への取材を元に2007年に現れた初音ミクについての音楽ジャーナリストである著者による論考。
歌うキーボード ポケット・ミク 公式ブック（学研プラス）
2014年6月12日発売。初音ミクの歌声で演奏する音楽ガジェット「ポケット・ミク」の公式ブック。
初音ミクイラストメイキングブック（晋遊舎）
2014年10月2日発売。人気イラストレーターの初音ミク作品メイキング解説。イラストデータのDVD-ROM付属。
いちばん基本の初音ミクV3 マスター 〜Piapro Studioで、ボカロPになろう!〜（SBクリエイティブ）
2014年10月25日発売。「初音ミク V3」の入門書。タイトルにはないが他の「初音ミク V3」のガイドブックと同じようにクリプトン社の公認を得ている。
フィギュアJAPAN  キャラクター・ボーカル・シリーズ 01 初音ミク編（ホビージャパン）
2014年10月31日発売。KEIとのコラボ桜ミクフィギュア（グッドスマイルカンパニー制作）と共に、初音ミクのみに絞ったフィギュアカタログ&新商品情報について。
初音ミクシールブック（ポプラ社）
2014年11月1日発売。全24シート上に模様も含めてシールが450枚。初音ミクだけではなくクリプトン社の他のボーカロイドのイラストも含まれる。
きせかえ初音ミク 〜MIKUのおしゃれBOOK〜（ポプラ社）
2014年11月12日発売。貼って剥がせるきせかえシールとぬりえを収録。
BT BOOKS 初音ミク（美術出版社）
2014年12月3日発売。美術手帖2013年6月号の初音ミク特集の再編集書籍。初音ミクのイラスト講座や、初音ミクに携わった人のインタビューがメイン。ラバーストラップなど付録。
SEGA feat. HATSUNE MIKU Project 5th Anniversary Book（KADOKAWA/エンターブレイン）
2015年1月28日発売。初音ミクと初音ミクのゲーム制作に携わってきた関係のセガとの5周年記念本。
ねんどろいど 初音ミク 写真集 3Q -miku- DX（KADOKAWA/アスキー・メディアワークス）
2015年3月26日発売。元々は個人の同人活動として制作していた経緯を持つレオーノフによって撮影された「ねんどろいど」の初音ミクの写真集。春夏秋冬の各場面を掲載。
初音ミクの塗り絵
初音ミクの塗り絵（河出書房新社）
初音ミクの塗り絵2 feat.鏡音リン・レン（同上）
初音ミクの塗り絵 Events Collection（同上）
初音ミクの塗り絵 ALL-STARS（同上）
初音ミクの塗り絵 POSTCARD BOOK（同上）
初音ミクの塗り絵 スクールコレクション（同上）
初音ミクの塗り絵 雪ミクコレクション（同上）
2017年1月24日(1)、同年8月24日(2)、2018年12月11日（Events Collection）、2019年12月10日（ALL-STARS と POSTCARD BOOK）、2021年2月18日（スクールコレクション）、同年11月22日（雪ミクコレクション）、2022年7月20日（サマーコレクション）発売。16名のイラストレーターによるイラストを全16枚収録した塗り絵。その内、雪ミクコレクションは公式イラストから15枚と描き下ろし1枚が収録となっていた。
別冊ele-king 初音ミク10周年――ボーカロイド音楽の深化と拡張（Pヴァイン）
2017年8月31日発売。初音ミクを代表名としたボーカロイドシーンの過去・現在・未来のその文化や音楽についてのインタビューが中心の本。未発表曲ダウンロード用アクセス・キー（現在は終了）封入。
初音ミク 10th Anniversary Book（KADOKAWA）
2017年8月31日発売。楽曲を作者によるコメント付きで解説したり、クリエイター対談&インタビューやイラスト、年表など。曲を収録したCDが付属。
初音ミク GT プロジェクト 10th Anniversary Official Fan Book（ホビージャパン）
2018年2月19日発売。SUPER GTに参戦した「初音ミクGTプロジェクト」の10周年記念の関連書籍。
初音ミクで日本語 Miku dé Nihongo（三修社）
2018年6月18日発売。全10曲の歌詞をテキストにし、ほぼ全ての曲ごとに日本語歌詞・)歌詞のローマ字読み・英訳・日本語文法や歌詞の説明・初音ミクと会話練習、で構成。楽曲と日本語の会話音声がダウンロードできるカード型音楽メディア「SONOCA」付き。本書だけのオリジナル曲も収録。
アート展「初音ミク・クロニクル」 公式ビジュアルブック（講談社）
2021年10月22日発売。アート展「初音ミク・クロニクル」の開催を機に、「キャラクター」という観点から発売から14年に渡る「初音ミク」についてまとめた記念本。
初音ミク「マジカルミライ」10th Anniversary 公式ビジュアルブック（ビー・エヌ・エヌ）
2022年8月16日発売。イベント『初音ミク「マジカルミライ」』が10周年を迎え、その節目に開催となる『初音ミク「マジカルミライ」10th Anniversary』を記念して、発売された公式ビジュアルブック。

## その他の情報
こちら葛飾区亀有公園前派出所
キャラクターとしては登場しないが、186巻「ボカロＰの巻」と189巻「ボーカロイドの作り方の巻」及び194巻「進化するボーカロイドの巻」に初音ミクらボーカロイドを扱ったエピソードがある。
コンプレックス・エイジ
モーニングで連載された漫画。キャラクターとしては登場しないが、第17話で登場人物が初音ミクや鏡音リン・レンなど、キャラクターのコスプレをする。
ボカロPで生きていく　40mPのボーカロイド活動日誌
ボカロPを題材としたコミックエッセイ。キャラクターとしては登場しないが、初音ミクが表紙や作中に掲載されている。